# امامزاده هاشم (سمنان)
امام‌زاده هاشم در ۳ کیلومتری جنوب سمنان و در روستای خیرآباد واقع شده است. بقعه این امامزاده چهار ضلعی و دارای گنبد است و در وسط حرم و زیر گنبد قبر گچی با ضریح مشبک چوبی قرار دارد.